# Prabuty (gmina)
La gmina de Prabuty est une commune urbaine-rurale de la voïvodie de Poméranie et du powiat de Kwidzyn. Elle s'étend sur 197,12 km² et comptait 13.184 habitants en 2016. Son siège est le village de Prabuty qui se situe à environ 18 kilomètres à l'est de Kwidzyn et à 78 kilomètres au sud-est de Gdańsk, la capitale régionale.

## Villages
Hormis la ville de Prabuty, la gmina de Prabuty comprend les villages et localités d'Antonin, Bronowo Małe, Gdakowo, Gilwa, Gonty, Górowychy, Górowychy Małe, Grazymowo, Grodziec, Halinowo, Jakubowo, Julianowo, Kałdowo, Kamienna, Kleczewo, Kołodzieje, Kolonia Gąski, Kowale, Laskowice, Laskowicki Tartak, Młynisko, Obrzynowo, Orkusz, Pachutki, Pałatyki, Pilichowo, Pólko, Raniewo, Rodowo, Rodowo Małe, Rumunki, Stańkowo, Stary Kamień, Stary Młyn, Sypanica, Szramowo, Trumiejki et Zagaje.

## Gminy voisines
La gmina de Prabuty est voisine des gminy de Gardeja, Kisielice, Kwidzyn, Mikołajki Pomorskie, Ryjewo, Stary Dzierzgoń et Susz.